# المكاربة (العدين)

تعديل مصدري - تعديل

المكاربة هي إحدى قرى عزلة الوادي بمديرية العدين التابعة لمحافظة إب، بلغ تعداد سكانها 1030 نسمة حسب تعداد اليمن لعام 2004.